# Stypella mirabilis
Stypella mirabilis är en svampart som beskrevs av P. Roberts 1998. Stypella mirabilis ingår i släktet Stypella, ordningen Auriculariales, klassen Agaricomycetes, divisionen basidiesvampar och riket svampar.   Inga underarter finns listade i Catalogue of Life.